# Saison 2011-2012 de la LHJMQ
Saison précédente Saison suivante
La saison 2011-2012 est la 43e saison de hockey sur glace de la Ligue de hockey junior majeur du Québec. La saison régulière voit 17 équipes jouer 68 matchs chacune. Les Sea Dogs de Saint-Jean remportent leur deuxième Coupe du président consécutive en battant en finale l'Océanic de Rimouski.

## Contexte
Le Junior de Montréal est relocalisé à Boisbriand et devient l'Armada de Blainville-Boisbriand. Les Maineiacs de Lewiston étant en proie à des pertes financières de l'équipe, la LHJMQ rachète l'équipe et la dissout. En parallèle, elle annonce l'arrivée d'une franchise à Sherbrooke pour la saison 2012-2013.

## Saison régulière

### Classement
| Clt | Équipe                            | Division        | PJ | V  | D  | N | DP | BP  | BC  | Pts |
| --- | --------------------------------- | --------------- | -- | -- | -- | - | -- | --- | --- | --- |
| 1   | Sea Dogs de Saint-Jean            | Telus Maritimes | 68 | 50 | 15 | 0 | 3  | 298 | 180 | 103 |
| 2   | Cataractes de Shawinigan          | Telus Est       | 68 | 45 | 16 | 3 | 4  | 274 | 179 | 97  |
| 3   | Armada de Blainville-Boisbriand   | Telus Ouest     | 68 | 40 | 22 | 4 | 2  | 258 | 219 | 86  |
| 4   | Tigres de Victoriaville           | Telus Est       | 68 | 44 | 18 | 1 | 5  | 311 | 228 | 94  |
| 5   | Remparts de Québec                | Telus Est       | 68 | 43 | 18 | 5 | 2  | 275 | 191 | 93  |
| 6   | Mooseheads d'Halifax              | Telus Maritimes | 68 | 39 | 22 | 2 | 5  | 250 | 238 | 85  |
| 7   | Océanic de Rimouski               | Telus Est       | 68 | 40 | 26 | 2 | 0  | 260 | 235 | 82  |
| 8   | Saguenéens de Chicoutimi          | Telus Est       | 68 | 35 | 24 | 3 | 6  | 235 | 232 | 79  |
| 9   | Titan d'Acadie-Bathurst           | Telus Maritimes | 68 | 32 | 31 | 2 | 3  | 250 | 264 | 69  |
| 10  | Foreurs de Val-d'Or               | Telus Ouest     | 68 | 31 | 32 | 0 | 5  | 224 | 261 | 67  |
| 11  | Wildcats de Moncton               | Telus Maritimes | 68 | 30 | 31 | 3 | 4  | 190 | 228 | 67  |
| 12  | Voltigeurs de Drummondville       | Telus Ouest     | 68 | 28 | 31 | 2 | 7  | 221 | 245 | 65  |
| 13  | Drakkar de Baie-Comeau            | Telus Est       | 68 | 29 | 34 | 1 | 4  | 217 | 241 | 63  |
| 14  | Olympiques de Gatineau            | Telus Ouest     | 68 | 26 | 32 | 5 | 5  | 223 | 274 | 62  |
| 15  | Huskies de Rouyn-Noranda          | Telus Ouest     | 68 | 24 | 36 | 4 | 4  | 227 | 296 | 56  |
| 16  | Screaming Eagles du Cap-Breton    | Telus Maritimes | 68 | 23 | 42 | 1 | 2  | 219 | 306 | 49  |
| 17  | Rocket de l'Île-du-Prince-Édouard | Telus Maritimes | 68 | 19 | 43 | 2 | 4  | 205 | 320 | 44  |

- En gras et en italique : champion de la saison régulière
- En gras : champion de division
- En italique : qualifié pour les séries éliminatoires

| Clt | Joueur              | Équipe          | PJ | B  | A  | Pts | Pun |
| --- | ------------------- | --------------- | -- | -- | -- | --- | --- |
| 1   | Yanni Gourde        | Victoriaville   | 68 | 37 | 87 | 124 | 70  |
| 2   | Zach O'Brien        | Acadie-Bathurst | 63 | 50 | 51 | 101 | 0   |
| 3   | Sébastien Trudeau   | Acadie-Bathurst | 67 | 31 | 64 | 95  | 14  |
| 4   | Alex Belzile        | Rimouski        | 63 | 22 | 70 | 92  | 85  |
| 4   | Frédérick Roy       | Québec          | 64 | 27 | 65 | 92  | 88  |
| 6   | Brandon Hynes       | Victoriaville   | 61 | 42 | 44 | 86  | 29  |
| 6   | Danick Gauthier     | Saint-Jean      | 66 | 47 | 39 | 86  | 67  |
| 8   | Jonathan Brunelle   | Cap-Breton      | 68 | 30 | 55 | 85  | 45  |
| 8   | Mikhaïl Grigorenko  | Québec          | 59 | 40 | 45 | 85  | 12  |
| 10  | Alex Saulnier       | Moncton         | 58 | 31 | 52 | 83  | 31  |
| 10  | Matthew Bissonnette | Acadie-Bathurst | 65 | 36 | 47 | 83  | 49  |

## Séries éliminatoires
Les seize meilleures équipes de la saison régulière participent aux séries, les champions de division étant classés aux trois premières places. La meilleure équipe rencontre la seizième, la deuxième la quinzième et ainsi de suite jusqu'à la huitième qui affronte la neuvième. En quarts de finale et en demi-finales, les matchs sont à nouveau organisés en fonction du classement lors de la saison régulière.
|  | Huitièmes de finale     | Huitièmes de finale             | Huitièmes de finale | Huitièmes de finale      |   |                                 | Quarts de finale | Quarts de finale | Quarts de finale | Quarts de finale |  |  | Demi-finales      | Demi-finales      | Demi-finales      | Demi-finales      |  |  | Finale         | Finale         | Finale         | Finale         |
|  |                         |                                 |                     |                          |   |                                 |                  |                  |                  |                  |  |  |                   |                   |                   |                   |  |  |                |                |                |                |
|  | du 23 au 28 mars        | du 23 au 28 mars                | du 23 au 28 mars    | du 23 au 28 mars         |   |                                 | du 6 au 11 avril | du 6 au 11 avril | du 6 au 11 avril | du 6 au 11 avril |  |  | du 20 au 28 avril | du 20 au 28 avril | du 20 au 28 avril | du 20 au 28 avril |  |  | du 4 au 10 mai | du 4 au 10 mai | du 4 au 10 mai | du 4 au 10 mai |
|  | 1                       | Sea Dogs de Saint-Jean          | 4                   | 4                        |   |                                 | du 6 au 11 avril | du 6 au 11 avril | du 6 au 11 avril | du 6 au 11 avril |  |  | du 20 au 28 avril | du 20 au 28 avril | du 20 au 28 avril | du 20 au 28 avril |  |  | du 4 au 10 mai | du 4 au 10 mai | du 4 au 10 mai | du 4 au 10 mai |
|  | 1                       | Sea Dogs de Saint-Jean          | 4                   | 4                        |   |                                 | du 6 au 11 avril | du 6 au 11 avril | du 6 au 11 avril | du 6 au 11 avril |  |  | du 20 au 28 avril | du 20 au 28 avril | du 20 au 28 avril | du 20 au 28 avril |  |  | du 4 au 10 mai | du 4 au 10 mai | du 4 au 10 mai | du 4 au 10 mai |
|  | 16                      | Screaming Eagles du Cap-Breton  | 0                   | 0                        |   |                                 | du 6 au 11 avril | du 6 au 11 avril | du 6 au 11 avril | du 6 au 11 avril |  |  | du 20 au 28 avril | du 20 au 28 avril | du 20 au 28 avril | du 20 au 28 avril |  |  | du 4 au 10 mai | du 4 au 10 mai | du 4 au 10 mai | du 4 au 10 mai |
|  | 16                      | Screaming Eagles du Cap-Breton  | 0                   | 0                        | 1 | Sea Dogs de Saint-Jean          | 4                | 4                |                  |                  |  |  | du 20 au 28 avril | du 20 au 28 avril | du 20 au 28 avril | du 20 au 28 avril |  |  | du 4 au 10 mai | du 4 au 10 mai | du 4 au 10 mai | du 4 au 10 mai |
|  | du 23 au 28 mars        |                                 |                     |                          | 1 | Sea Dogs de Saint-Jean          | 4                | 4                |                  |                  |  |  | du 20 au 28 avril | du 20 au 28 avril | du 20 au 28 avril | du 20 au 28 avril |  |  | du 4 au 10 mai | du 4 au 10 mai | du 4 au 10 mai | du 4 au 10 mai |
|  |                         |                                 | 13                  | Drakkar de Baie-Comeau   | 0 | 0                               |                  |                  |                  |                  |  |  | du 20 au 28 avril | du 20 au 28 avril | du 20 au 28 avril | du 20 au 28 avril |  |  | du 4 au 10 mai | du 4 au 10 mai | du 4 au 10 mai | du 4 au 10 mai |
|  | 2                       | Cataractes de Shawinigan        | 13                  | Drakkar de Baie-Comeau   | 0 | 0                               | 4                | 4                |                  |                  |  |  | du 20 au 28 avril | du 20 au 28 avril | du 20 au 28 avril | du 20 au 28 avril |  |  | du 4 au 10 mai | du 4 au 10 mai | du 4 au 10 mai | du 4 au 10 mai |
|  | 2                       | Cataractes de Shawinigan        | du 6 au 17 avril    |                          |   |                                 | 4                | 4                |                  |                  |  |  | du 20 au 28 avril | du 20 au 28 avril | du 20 au 28 avril | du 20 au 28 avril |  |  | du 4 au 10 mai | du 4 au 10 mai | du 4 au 10 mai | du 4 au 10 mai |
|  | 15                      | Huskies de Rouyn-Noranda        | 0                   | 0                        |   |                                 |                  |                  |                  |                  |  |  | du 20 au 28 avril | du 20 au 28 avril | du 20 au 28 avril | du 20 au 28 avril |  |  | du 4 au 10 mai | du 4 au 10 mai | du 4 au 10 mai | du 4 au 10 mai |
|  | 15                      | Huskies de Rouyn-Noranda        | 0                   | 0                        | 1 | Sea Dogs de Saint-Jean          | 4                | 4                |                  |                  |  |  |                   |                   |                   |                   |  |  | du 4 au 10 mai | du 4 au 10 mai | du 4 au 10 mai | du 4 au 10 mai |
|  | du 22 au 28 mars        |                                 |                     |                          | 1 | Sea Dogs de Saint-Jean          | 4                | 4                |                  |                  |  |  |                   |                   |                   |                   |  |  | du 4 au 10 mai | du 4 au 10 mai | du 4 au 10 mai | du 4 au 10 mai |
|  |                         |                                 | 8                   | Saguenéens de Chicoutimi | 1 | 1                               |                  |                  |                  |                  |  |  |                   |                   |                   |                   |  |  | du 4 au 10 mai | du 4 au 10 mai | du 4 au 10 mai | du 4 au 10 mai |
|  | 3                       | Armada de Blainville-Boisbriand | 8                   | Saguenéens de Chicoutimi | 1 | 1                               | 4                | 4                |                  |                  |  |  |                   |                   |                   |                   |  |  | du 4 au 10 mai | du 4 au 10 mai | du 4 au 10 mai | du 4 au 10 mai |
|  | 3                       | Armada de Blainville-Boisbriand | du 20 au 29 avril   |                          |   |                                 | 4                | 4                |                  |                  |  |  |                   |                   |                   |                   |  |  | du 4 au 10 mai | du 4 au 10 mai | du 4 au 10 mai | du 4 au 10 mai |
|  | 14                      | Olympiques de Gatineau          | 0                   | 0                        |   |                                 |                  |                  |                  |                  |  |  |                   |                   |                   |                   |  |  | du 4 au 10 mai | du 4 au 10 mai | du 4 au 10 mai | du 4 au 10 mai |
|  | 14                      | Olympiques de Gatineau          | 0                   | 0                        | 2 | Cataractes de Shawinigan        | 3                | 3                |                  |                  |  |  |                   |                   |                   |                   |  |  | du 4 au 10 mai | du 4 au 10 mai | du 4 au 10 mai | du 4 au 10 mai |
|  | du 23 au 28 mars        |                                 |                     |                          | 2 | Cataractes de Shawinigan        | 3                | 3                |                  |                  |  |  |                   |                   |                   |                   |  |  | du 4 au 10 mai | du 4 au 10 mai | du 4 au 10 mai | du 4 au 10 mai |
|  |                         |                                 | 8                   | Saguenéens de Chicoutimi | 4 | 4                               |                  |                  |                  |                  |  |  |                   |                   |                   |                   |  |  | du 4 au 10 mai | du 4 au 10 mai | du 4 au 10 mai | du 4 au 10 mai |
|  | 4                       | Tigres de Victoriaville         | 8                   | Saguenéens de Chicoutimi | 4 | 4                               | 0                | 0                |                  |                  |  |  |                   |                   |                   |                   |  |  | du 4 au 10 mai | du 4 au 10 mai | du 4 au 10 mai | du 4 au 10 mai |
|  | 4                       | Tigres de Victoriaville         | du 6 au 17 avril    |                          |   |                                 | 0                | 0                |                  |                  |  |  |                   |                   |                   |                   |  |  | du 4 au 10 mai | du 4 au 10 mai | du 4 au 10 mai | du 4 au 10 mai |
|  | 13                      | Drakkar de Baie-Comeau          | 4                   | 4                        |   |                                 |                  |                  |                  |                  |  |  |                   |                   |                   |                   |  |  | du 4 au 10 mai | du 4 au 10 mai | du 4 au 10 mai | du 4 au 10 mai |
|  | 13                      | Drakkar de Baie-Comeau          | 4                   | 4                        | 1 | Sea Dogs de Saint-Jean          | 4                | 4                |                  |                  |  |  |                   |                   |                   |                   |  |  |                |                |                |                |
|  | du 22 au 29 mars        |                                 |                     |                          | 1 | Sea Dogs de Saint-Jean          | 4                | 4                |                  |                  |  |  |                   |                   |                   |                   |  |  |                |                |                |                |
|  |                         |                                 | 7                   | Océanic de Rimouski      | 0 | 0                               |                  |                  |                  |                  |  |  |                   |                   |                   |                   |  |  |                |                |                |                |
|  | 5                       | Remparts de Québec              | 7                   | Océanic de Rimouski      | 0 | 0                               | 4                | 4                |                  |                  |  |  |                   |                   |                   |                   |  |  |                |                |                |                |
|  | 5                       | Remparts de Québec              |                     |                          |   |                                 |                  | 4                |                  |                  |  |  |                   |                   |                   |                   |  |  |                |                |                |                |
|  | 12                      | Voltigeurs de Drummondville     | 0                   | 0                        |   |                                 |                  |                  |                  |                  |  |  |                   |                   |                   |                   |  |  |                |                |                |                |
|  | 12                      | Voltigeurs de Drummondville     | 0                   | 0                        | 3 | Armada de Blainville-Boisbriand | 3                | 3                |                  |                  |  |  |                   |                   |                   |                   |  |  |                |                |                |                |
|  | du 23 au 27 mars        |                                 |                     |                          | 3 | Armada de Blainville-Boisbriand | 3                | 3                |                  |                  |  |  |                   |                   |                   |                   |  |  |                |                |                |                |
|  |                         |                                 | 7                   | Océanic de Rimouski      | 4 | 4                               |                  |                  |                  |                  |  |  |                   |                   |                   |                   |  |  |                |                |                |                |
|  | 6                       | Mooseheads d'Halifax            | 7                   | Océanic de Rimouski      | 4 | 4                               | 4                | 4                |                  |                  |  |  |                   |                   |                   |                   |  |  |                |                |                |                |
|  | 6                       | Mooseheads d'Halifax            | du 6 au 17 avril    |                          |   |                                 | 4                | 4                |                  |                  |  |  |                   |                   |                   |                   |  |  |                |                |                |                |
|  | 11                      | Wildcats de Moncton             | 0                   | 0                        |   |                                 |                  |                  |                  |                  |  |  |                   |                   |                   |                   |  |  |                |                |                |                |
|  | 11                      | Wildcats de Moncton             | 0                   | 0                        | 5 | Mooseheads d'Halifax            | 2                | 2                |                  |                  |  |  |                   |                   |                   |                   |  |  |                |                |                |                |
|  | du 23 au 28 mars        |                                 |                     |                          | 5 | Mooseheads d'Halifax            | 2                | 2                |                  |                  |  |  |                   |                   |                   |                   |  |  |                |                |                |                |
|  |                         |                                 | 7                   | Océanic de Rimouski      | 4 | 4                               |                  |                  |                  |                  |  |  |                   |                   |                   |                   |  |  |                |                |                |                |
|  | 7                       | Océanic de Rimouski             | 7                   | Océanic de Rimouski      | 4 | 4                               | 4                | 4                |                  |                  |  |  |                   |                   |                   |                   |  |  |                |                |                |                |
|  | 7                       | Océanic de Rimouski             |                     |                          |   |                                 |                  | 4                |                  |                  |  |  |                   |                   |                   |                   |  |  |                |                |                |                |
|  | 10                      | Foreurs de Val-d'Or             | 0                   | 0                        |   |                                 |                  |                  |                  |                  |  |  |                   |                   |                   |                   |  |  |                |                |                |                |
|  | 10                      | Foreurs de Val-d'Or             | 0                   | 0                        | 5 | Remparts de Québec              | 3                | 3                |                  |                  |  |  |                   |                   |                   |                   |  |  |                |                |                |                |
|  | du 23 mars au 1er avril |                                 |                     |                          | 5 | Remparts de Québec              | 3                | 3                |                  |                  |  |  |                   |                   |                   |                   |  |  |                |                |                |                |
|  |                         |                                 | 6                   | Mooseheads d'Halifax     | 4 | 4                               |                  |                  |                  |                  |  |  |                   |                   |                   |                   |  |  |                |                |                |                |
|  | 8                       | Saguenéens de Chicoutimi        | 6                   | Mooseheads d'Halifax     | 4 | 4                               | 4                | 4                |                  |                  |  |  |                   |                   |                   |                   |  |  |                |                |                |                |
|  | 8                       | Saguenéens de Chicoutimi        |                     |                          |   |                                 |                  | 4                |                  |                  |  |  |                   |                   |                   |                   |  |  |                |                |                |                |
|  | 9                       | Titan d'Acadie-Bathurst         | 2                   | 2                        |   |                                 |                  |                  |                  |                  |  |  |                   |                   |                   |                   |  |  |                |                |                |                |
|  | 9                       | Titan d'Acadie-Bathurst         | 2                   | 2                        |   |                                 |                  |                  |                  |                  |  |  |                   |                   |                   |                   |  |  |                |                |                |                |
|  |                         |                                 |                     |                          |   |                                 |                  |                  |                  |                  |  |  |                   |                   |                   |                   |  |  |                |                |                |                |

## Équipes d'étoiles
La ligue sélectionne trois équipes d'étoiles dont une pour les recrues.

### Première équipe
- Gardien de but : Roman Will, Wildcats de Moncton
- Défenseur : Jérôme Gauthier-Leduc, Océanic de Rimouski
- Défenseur : Xavier Ouellet, Armada de Blainville-Boisbriand
- Ailier gauche : Yanni Gourde, Tigres de Victoriaville
- Centre : Mikhaïl Grigorenko, Remparts de Québec
- Ailier droit : Frédérick Roy, Remparts de Québec

### Deuxième équipe
- Gardien de but : Mathieu Corbeil-Thériault, Sea Dogs de Saint-Jean
- Défenseur : Morgan Ellis, Cataractes de Shawinigan
- Défenseur : Nathan Beaulieu, Sea Dogs de Saint-Jean
- Ailier gauche : Jonathan Huberdeau, Sea Dogs de Saint-Jean
- Centre : Zach O'Brien, Titan d'Acadie-Bathurst
- Ailier droit : Sébastien Trudeau, Titan d'Acadie-Bathurst

### Équipes des recrues
- Gardien de but : Zachary Fucale, Mooseheads d'Halifax
- Défenseur : Nikolas Brouillard, Voltigeurs de Drummondville
- Défenseur : Samuel Morin, Océanic de Rimouski
- Ailier gauche : Anthony Duclair, Remparts de Québec
- Centre : Mikhaïl Grigorenko, Remparts de Québec
- Ailier droit : Sven Andrighetto, Huskies de Rouyn-Noranda

## Trophées
Quatre récompenses collectives et vingt individuelles sont décernées.

### Récompenses collectives
- Coupe du président (champions des séries éliminatoires) : Sea Dogs de Saint-Jean
- Trophée Jean-Rougeau (champions de la saison régulière) : Sea Dogs de Saint-Jean
- Trophée Robert-Lebel (meilleure moyenne de buts encaissés) : Cataractes de Shawinigan
- Trophée Luc-Robitaille (plus grand nombre de buts marqués) : Tigres de Victoriaville

### Récompenses individuelles
- Trophée Jean-Béliveau (meilleur pointeur : Yanni Gourde, Tigres de Victoriaville
- Trophée Jacques-Plante (meilleure moyenne de buts encaissés) : Mathieu Corbeil-Thériault, Sea Dogs de Saint-Jean
- Trophée Michel-Bergeron (recrue offensive de l'année) : Mikhaïl Grigorenko, Remparts de Québec
- Trophée Frank-J.-Selke (joueur le plus gentilhomme) : Zach O'Brien, Titan d'Acadie-Bathurst
- Trophée Michel-Brière (meilleur joueur) : Yanni Gourde, Tigres de Victoriaville
- Trophée Émile-Bouchard (défenseur de l'année) : Jérôme Gauthier-Leduc, Océanic de Rimouski
- Trophée Guy-Lafleur (meilleur joueur des séries éliminatoires) : Charles Coyle, Sea Dogs de Saint-Jean
- Trophée Michael-Bossy (meilleur espoir) : Mikhaïl Grigorenko, Remparts de Québec
- Trophée Raymond-Lagacé (recrue défensive de l'année) : Zachary Fucale, Mooseheads d'Halifax
- Trophée Marcel-Robert (meilleur étudiant) : Jonathan Brunelle, Screaming Eagles du Cap-Breton
- Trophée Paul-Dumont (personnalité de l'année) : Jonathan Huberdeau, Sea Dogs de Saint-Jean
- Trophée John-Horman (administrateur de l'année) : Paul MacDonald, Screaming Eagles du Cap-Breton
- Trophée Jean-Sawyer (meilleur directeur marketing) : Travis Kennedy et Brian Urquhart, Mooseheads d'Halifax
- Coupe RDS (meilleure recrue) : Mikhaïl Grigorenko, Remparts de Québec
- Trophée Ron-Lapointe (meilleur entraîneur) : Jean-François Houle, Armada de Blainville-Boisbriand
- Joueur humanitaire de l'année (plus grande implication dans la communauté) : Vincent Barnard, Remparts de Québec
- Trophée Kevin-Lowe (meilleur défenseur défensif) : Morgan Ellis, Cataractes de Shawinigan
- Trophée Guy-Carbonneau (meilleur attaquant défensif) : Frédérick Roy, Remparts de Québec
- Trophée Maurice-Filion (directeur général de l'année) : Joël Bouchard, Armada de Blainville-Boisbriand
- Trophée Denis-Arsenault (conseiller pédagogique de l'année) : Jean-Yves Tremblay, Remparts de Québec

## Reférences
- (en) Cet article est partiellement ou en totalité issu de l’article de Wikipédia en anglais intitulé « 2011–12 QMJHL season » (voir la liste des auteurs).

1. ↑  « La LHJMQ rachète Lewiston », sur chl.ca, 31 mai 2011 (consulté le 26 mars 2025).
2. ↑  (en) « Classement 2011-12 Saison régulière », sur chl.ca (consulté le 26 mars 2025).
3. ↑  (en) « QMJHL 2011-12 League Leaders », sur www.hockeydb.com (consulté le 26 mars 2025).
4. ↑  « Tableau des séries », sur chl.ca (consulté le 26 mars 2025).
5. 1 2  « Trophées équipes d'étoiles », sur lsadmin.hockeytech.com (consulté le 23 mars 2025).